# نیکلایفکا (آلماتی)
نیکلایفکا (به قزاقی: Nikolaevka) یک منطقهٔ مسکونی در قزاقستان است که در استان آلماتی واقع شده‌است.